# 般若學派
般若學派，大乘佛教中的早期派系，以修習般若空義為主，以須菩提、舍利弗、文殊師利菩薩等人為始祖。《般若經》為他們所尊奉的經典，也是由他們教義的集成。中觀學派為他們的直系後裔。魏晉南北朝時由鳩摩羅什等人傳入中國，道安稱為本無宗，在漢傳佛教中有六家七宗的說法。

## 语源语义
“般若”为梵语Prajñā音译，本义为“超越之智慧”。字根爲प्र-（Pra）超越的、超前的，印欧语同源词包括英语、拉丁语pre-，pro-等，均义爲向前、前面、超过；和ज्ञा（jñā，知覺、知識或了解），印欧语同源词包括拉丁语gnoscere、希腊语gignoskein、俄语znat、英语know等。 因此，在字面上，慧（Prajñā）有是一種高級的知覺能力，是一種分辨因缘、於法簡擇的能力，有情眾生都擁有這種能力。具備慧的人，可依自己的觀察力，來選擇正確的道路；缺少智慧，即是愚癡無明。

## 教義
般若思想是佛教般若經典中蘊含的一種思想，概括來說就是空（śūnyatā）的思想。世間眾生對於身外所認識的萬事萬物，以致他們的自身，認為都是真實的東西，般若學派認為，這種觀念是由於無明（avidyā）導致顛倒，即是把虛幻的、假的東西倒過來視為真實的，而般若這種智慧能讓我們洞悉一切事物都是因緣和合而生的，沒有真實的自體存在。在這裡，所謂真實的自體，又稱為「自性」，否定自性的存在就是空。

## 經典
1. ↑  玄奘譯《阿毘達磨俱舍論》卷4：「慧，謂於法能有簡擇。」
2. ↑  《阿毘達磨順正理論》卷10：「簡擇所緣邪正等相，說名為慧。」